# Heinrich Backofen
Johann Georg Heinrich Backofen, né le 6 juillet 1768 à Durlach et mort probablement le 10 juillet 1830 à Darmstadt, est un peintre, traducteur, harpiste, clarinettiste et compositeur allemand.

## Biographie
Backofen est issu d'une famille de cartographes et de musiciens de Nuremberg. Son père Johann Matthäus Backofen (1739-après 1800) était membre de la chapelle du margrave de Baden et cartographe, sa mère Regina était chanteuse.
En 1780, la famille Backofen s'installe à Nuremberg où Johann Georg reçoit une formation musicale par le maître de chapelle Georg Wilhelm Gruber (de). Il eut aussi H.Birckmann comme professeur d'instrument, qui enseignait également aux jeunes frères de Backofen. Il se rendit à Würzburg pour y suivre les cours de Philipp Meißner (1748-1816) pour perfectionner son jeu. En outre, il étudie les langues et la peinture. Il travaille comme portraitiste et écrivain et apprend plusieurs langues étrangères. A  partir de 1789, sa bonne connaissance des langues lui permettra d'entreprendre de longs voyages artistiques  en Italie, en Espagne et en France. Le début de la Révolution française met fin à ses voyages internationaux.
En 1794, il prend le poste de flûtiste à Nuremberg, pour reprendre à partir de 1798 son activité de virtuose itinérant. En 1802, Backofen s'installe à Gotha, où il trouve en 1806 un emploi de musicien de chambre ducal sous la direction de Louis Spohr. Il devint le professeur de harpe de Dorette Spohr (de) (née Scheidler). En 1811, Backofen vient à Darmstadt et devient membre de l'orchestre de la cour. A la même époque, Heinrich Backofen a fait construire une imprimerie de cartes où l'on fabriquait des cartes à jouer et des cartes de visite. Dans le Adressbuch der Haupt- und Residenzstadt Darmstadt pour l'année 1819, on trouve des inscriptions avec des indications professionnelles différentes : dans le registre des habitants comme "Kammermusikus" et dans le registre des "artisans et artistes" comme "Kartenmacher" .
Heinrich Backofen était marié à Barbara Johanna Büchner (1777-1818) de Nuremberg. Il y mourut en 1830 à l'âge de 62 ans. Son fils cadet était Franz Backofen (de), musicien et peintre; il se tourna vers la photographie dans sa vieillesse.
Son frère cadet Ernst Backofen était bassoniste, et élève de Andreas Gottlob Schwarz (de) (1743-1806); un autre frère Gottfried Backofen était clarinettiste et violoniste. Tous deux vécurent et travaillèrent à Nuremberg.
En Saint-Empire, Heinrich Backofen jouit d'une grande réputation. Il n'est pas connu seulement comme compositeur et comme virtuose de la clarinette, mais aussi comme joueur de harpe, de flûte et de cor de basset.

## Œuvres
Ses compositions musicales n'ont été que partiellement imprimées ; beaucoup sont inconnues ou ont disparu.
- Deux valses et deux allemandes à deux et quatre mains pour le piano, Op. 1 (publié en 1834) ;
- Concerto pour clarinette et orchestre en si bémol majeur, op. 3 (Bonn, 1809?) ;
- 13 Variazioni sull' aria "Ey mein lieber Augustin" pour harpe, Op. 4 (Hamburg, 1801) ;
- Concertante pour harpe, cor de basset et violoncelle ad libitum, Op. 7 (Leipzig, 1800?) ;
- Concertante pour harpe, alto et violoncelle ad libitum, Op. 8 ;
- Quintette en fa majeur pour cor de basset et quatuor à cordes, Op. 9 ;
- Symphonie concertante pour deux clarinettes et orchestre en la majeur, op. 10 (Leipzig, 1810?) ;
- 3 Duos concertants pour 2 clarinettes, Op. 13 (Leipzig, 1803) ;
- Quintette en si bémol majeur pour clarinette et cordes, op. 15 (Leipzig, 1805?) ;
- Concerto pour clarinette et orchestre en mi bémol majeur, op. 16 (Leipzig, 1809?) ;
- Concerto pour clarinette et orchestre en mi bémol majeur, op. 24 (Leipzig, 1821?) ;
- Grand Duo pour 2 flûtes, Op. 37 ;
- Concertos pour clarinette, pour cor de basset et pour cor et harpe ;
- Sonate pour flûte et harpe en fa majeur (et violon ad libitum) (Leipzig, 1795) ;
- Solo pour harpe ;
- Concerto en fa majeur pour cor de basset et orchestre ;
- Concerto en fa majeur pour cor et orchestre (Leipzig, c.1823) ;
- 3 Duos pour 2 clarinettes (do majeur, sol majeur, fa majeur) ;
- 3 Menuette pour harpe ;
- Sonate en fa majeur pour violon (ou flûte) et harpe ;
- Sonate pour harpe (et violon ad libitum) ;
- Sonata facile pour violon (ou flûte) et harpe (ou piano) ;
- Thema mit Variationen (Thème et Variations) pour harpe ;
- 16 Variations sur l'air "Ah! vous dirai je maman" pour harpe ;
- Variations pour cor de basset et orchestre ;
- Études.

## Méthodes
- (de) Harfenschule mit Bemerkungen über den Bau der Harfe und deren neuere Verbesserungen (méthode de harpe) (Leipzig, 1801)
- (de) Anweisung zur Klarinette (Neue teoretisch-prachtische Klarinett Schule) nebst einer kurzen Abhandlung über das Bassett-Horn (Leipzig, 1803)
- (de) Anweisung zur Klarinette, mit besonderer Hinsicht auf die in neuern Zeiten diesem Instrument beigefügten Klappen, (en français : « Instructions pour la clarinette, en particulier en ce qui concerne les clés ajoutées à cet instrument à l'époque moderne » : édition entièrement révisée de la méthode de 1803), (Leipzig, 1824)
  - (de + en) Backofen's Second Clarinet Method, 1824 (Facsimile Edition with English Translation), Leipzig, Breitkopf & Härtel, 1824 (lire en ligne).

## Enregistrement
- Concertos for Clarinet & Orchestra par Dieter Klöcker et le SWR Rundfunkorchester Kaiserslautern (CPO 777 065-2, 2005)